# أسا سميث بوشنل الثالث
أسا سميث بوشنل الثالث (بالإنجليزية: Asa Smith Bushnell III)‏ هو مصرفي أمريكي، ولد في 2 فبراير 1900 في سبرينغفيلد في الولايات المتحدة، وتوفي في 22 مارس 1975.